# Mitterwöhr (Münchsmünster)
Mitterwöhr ist ein Ortsteil der Gemeinde Münchsmünster im oberbayerischen Landkreis Pfaffenhofen an der Ilm. Es war vor der Gebietsreform 1978 das Zentrum der ehemaligen Gemeinde Wöhr mit einem Sportplatz, der Freiwilligen Feuerwehr Wöhr, der ehemaligen Volksschule, dem Friedhof und der Sankt-Vitus-Kirche. Die Mitterwöhrer stellten zudem mit Martin Kellerer den letzten Bürgermeister von Wöhr.

## Geografische Lage
Die Ortschaft liegt an den südlichen Donauauen zwischen Vohburg und Pförring. Sie ist ungefähr einen Kilometer von Vohburg und ungefähr zwei Kilometer von Münchsmünster entfernt.
Im Nordosten des Ortes liegt der Gerich-Weiher. Er ist ein typischer Kies- und Grundwasserweiher, wie es ihn überall in der Gegend um Mitterwöhr zu finden gibt.

## Geschichte

### Namensursprung
Mitterwöhr oder der im heutigen bairischen Dialekt gebrauchte Name Mittawīhr lässt sich aus sicheren Quellen auf den Namen Wehr zurückführen.
Die Umwandlung des Vokals kann mit der Entrundung im bairischen Dialekt begründet werden. Bei der Entrundung geschieht im Gegensatz zur Rundung eine Vokalveränderung vom hochdeutschen „ö“ zum „e“ oder „īh“. Das Bairische macht davon Gebrauch, um die Umlaute in der Aussprache zu vermeiden (Weiteres Beispiel: „hören“ wird zu „her()n“ oder „hean“).
Der Name „Wehr“ taucht auf einem Ausschnitt der „Bairischen Landtaflen“ von Philipp Apian, einem Ingolstädter Professor in der Renaissance, auf. Das Kartenstück zeigt das auf der Donauinsel gelegene „Vohburg“, das südöstlich folgende „Hartacker“ und die Ortschaft „Wert“ und beschreibt die topographische Situation im Jahr 1568.
Zum einen kann angenommen werden, dass sich der Name vom althochdeutschen Wort 'weride' für Insel, Uferland oder Flussinsel ableitet. Die Donau und Ilm-Nähe unterstützt diese Annahme. Eine ähnliche Namensgebung lässt sich unter anderem auch für die Ortsbezeichnungen „-werder“ oder „-wörth“ beobachten.
Zum anderen könnte vermutet werden, dass „Wehr“ oder „Wehrt“ vom germanischen Begriff warjan und dem deutschen wehren abzuleiten ist. Beide Wörter drücken das Hindern, Abhalten, Verteidigen und Schützen aus. Darauf könnten zudem die Schießscharten in den Friedhofsmauern von Sankt Vitus hindeuten. „Wehr“ könnte, so die Vermutung, eine im Mittelalter errichtete Stellung zur Verteidigung von Vohburg nach Osten gewesen sein.

Schematische Übersicht der herrschenden Familien im mittelalterlichen Wöhr.

### Mittelalter und Neuzeit
Der Ort Mitterwöhr wird erstmals in einer Urkunde vom 8. Januar 1350 genannt.
In der genealogischen Sammlung der bairischen Adelsgeschlechter von Johann Michael Wilhelm von Prey (1740) wird ausführlich beschrieben, dass zunächst die Adligen aus dem Hause Grill von Wörtt und Marching im Mittelalter im Besitz von Wöhr waren („Grillo de Wörth“, 1258). Danach ist über die Heirat von Gutta Grill mit Wolfhart von Schilwazhausen um 1310 der Besitz der Grill auf die Schilwazen übergegangen. Ob Wöhr damals bereits als dreigeteilter Ort in ein „Ober-“, „Nieder-“, oder „Mitterwörtt“ gegliedert ist, ist nicht geklärt. Ebenso wenig wird dies aus den Genealogien der ansässigen Ministerialen klar.
Mit Georg von Schilwazhausen stirbt 1485 der letzte männliche Schilwaz. Seine Schwester Ursula verkauft daraufhin ihr Erbe – mit sämtlichem Besitz (also auch den in Wöhr) und der Schulden – an Herzog Albrecht IV. den Weisen. Beide Familien, die der Schilwazen und die der Grill, sind heute im Mannesstamm ausgestorben. Ihre Linie führt sich über die weibliche Nachkommenschaft weiter, zum Beispiel über das Geschlecht der Gurren von Membach.
Bei Bildung der politischen Gemeinden in den Jahren 1808/1818 wurden die Einöde Griesham sowie die Ortschaften Mitter-, Nieder- und Oberwöhr zu einer selbständigen Gemeinde Wöhr zusammengefasst. Im Rahmen der Gebietsreform erfolgte am 1. Januar 1978 die Eingliederung dieser Gemeinde in die Gemeinde Münchsmünster.

### 20. Jahrhundert
Aufgrund der Donaukanalisierung zu Beginn des 20. Jahrhunderts änderte sich das Bild der Mitterwöhrer Donauauen deutlich: die kleine Donau, die noch bis zum damaligen Zeitpunkt kurz nach Vohburg (Höhe Dünzing/neue Donaubrücke) endete, wurde verlängert und floss nun gegenüber dem Schloss von Wackerstein in die Donau. Dies geschah in erster Linie in der Absicht, die drohenden Überschwemmungen durch einen Rückstau bei Donau-Hochwasser zu vermeiden.
Mit der Verlegung der kleinen Donau nach Osten wurde der Gemeinde Wöhr und deren Feuerwehr der Dammschutz für den neuen, 2 km langen Abschnitt übertragen. Um die Sicherheit im Hochwasserfall zu gewährleisten, wurde 1903 der Eiserne Steg gebaut. Er ist gut 33 Meter lang und 1,50 Meter breit.
Der 1906 geborene Mundartdichter und Heimatforscher Max Kirschner war 33 Jahre lang Hauptlehrer an der Volksschule Wöhr im alten Schulgebäude an der Vohburger Straße.
Er wurde 1973 zum Ehrenbürger der damaligen Gemeinde Wöhr und drei Jahre später auch in Vohburg zum Ehrenbürger erklärt.

### 21. Jahrhundert
Mitte des ersten Jahrzehnts wurde ein Neubaugebiet in Mitterwöhr ausgewiesen. Diese befindet sich an der eigens neu gebauten Max-Kirschner-Straße und ließ den Ort weiter nach Südosten wachsen.

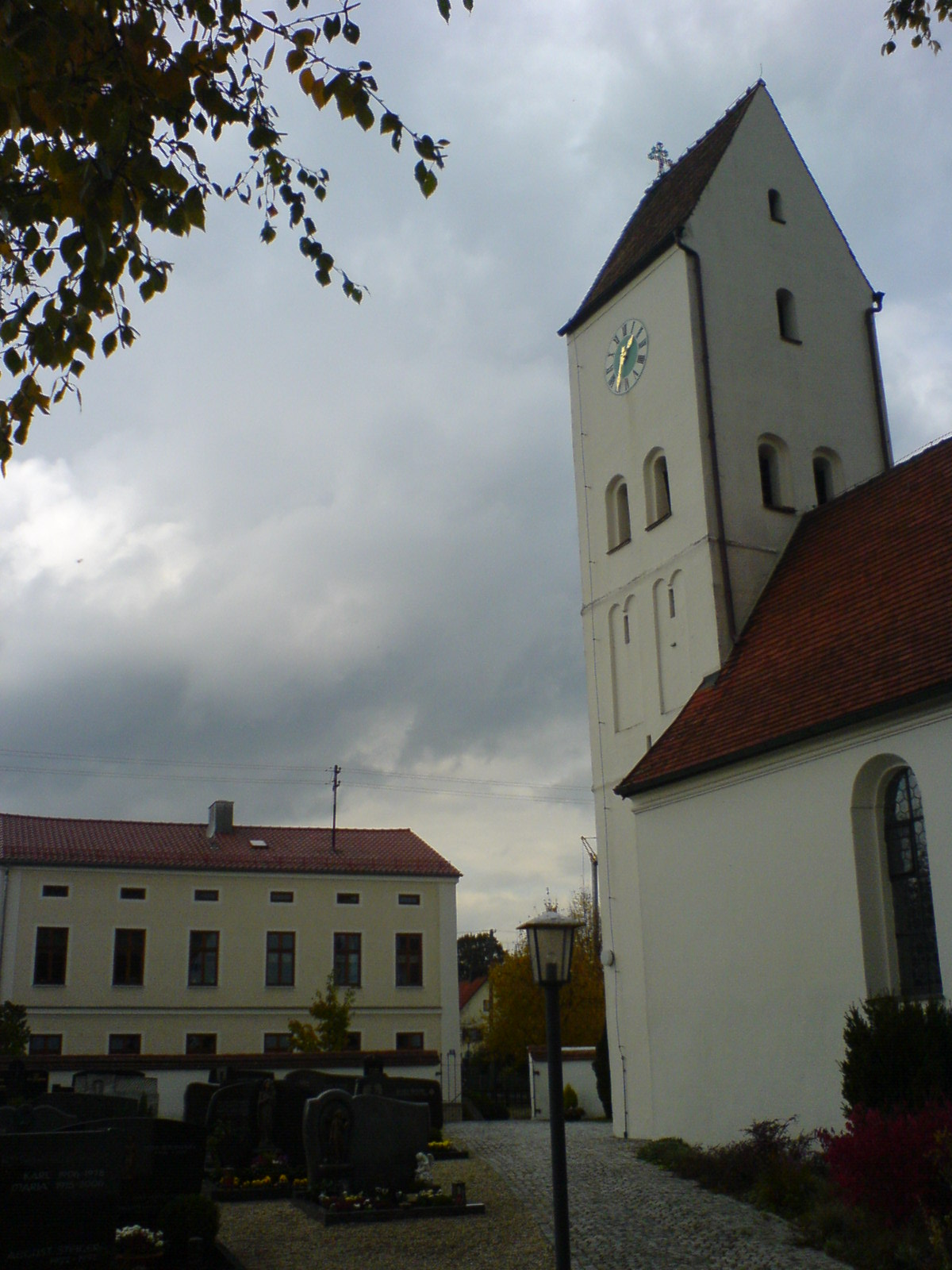
St. Vitus – der Ortskern von Mitterwöhr

## Sankt-Vitus-Kirche
Die Kirche St. Vitus wird von einem alten Friedhof umgeben. Dieser wird von einer Mauer mit Schießscharten eingegrenzt, die jedoch geschlossen sind. Für das heutige Gebäude der Kirche wurden bereits ältere Teile verwendet. Außerdem wurde der Neubau auf das 1,5fache des ursprünglichen Baus verlängert und um etwa 65 cm erhöht.
Der Kirchturm ist im spät-romanischen Stil gebaut und umfasst drei Stockwerke. Er befindet sich im Westen der Kirche und wird von einem Satteldach abgeschlossen.
Die Kirche ist eine Filialkirche der Pfarrei Sankt Sixtus aus Münchsmünster.

## Wirtschaft
Mitterwöhr ist sehr von der Landwirtschaft geprägt. Der Ort wird in allen Himmelsrichtungen durch Äcker begrenzt. Die Bedeutung der Landwirtschaft zeigt sich auch an der Namensgebung der Gärtner Straße.
Doch auch andere Wirtschaftsarten prägen den 160-Einwohner-Ort, denn zum Beispiel verschafft der ortsansässige Automobilhersteller Audi (Werk in Münchsmünster) dem kleinen Ort ansteigende Einwohnerzahlen.

## Verkehr und Straßen
Mitterwöhr liegt nicht direkt an der B16a. Man erreicht es, indem man von Vohburg kommend nach etwa einem Kilometer nach links abbiegt und dem Straßenverlauf bzw. der Vohburger Straße folgt.
Die Vohburger Straße umgibt den Mitterwöhrer Ortskern wie eine Schleife und passiert das Alte Schulhaus und die Kirche St. Vitus.
Am südlichen Scheitel der Vohburger Straße zweigt der Weg zudem nach Süden und somit nach Oberwöhr ab, das direkt an der B16a gelegen ist.
Am westlichen Ortsanfang steht eine über 100 Jahre alte, als Naturdenkmal geschützte Eiche, die für den Straßennamen des Eichenwegs verantwortlich ist und mit ihren gut 50 Metern die meisten Häuser in Mitterwöhr überragt.
Zwei Straßen wurden in Mitterwöhr nach Personen des Ortes benannt: Zum einen die Max-Kirschner-Straße, zum anderen die Gärtnerstraße. Diese Straße am Nordende Mitterwöhrs hieß vor der Gebietsreform 1978 Donaustraße, wurde aber wegen der bereits in Münchsmünster vorhandenen Donaustraße in Gärtnerstraße umbenannt, die sich an den Beruf des dort ansässigen Landwirts Heckmeier anlehnt.

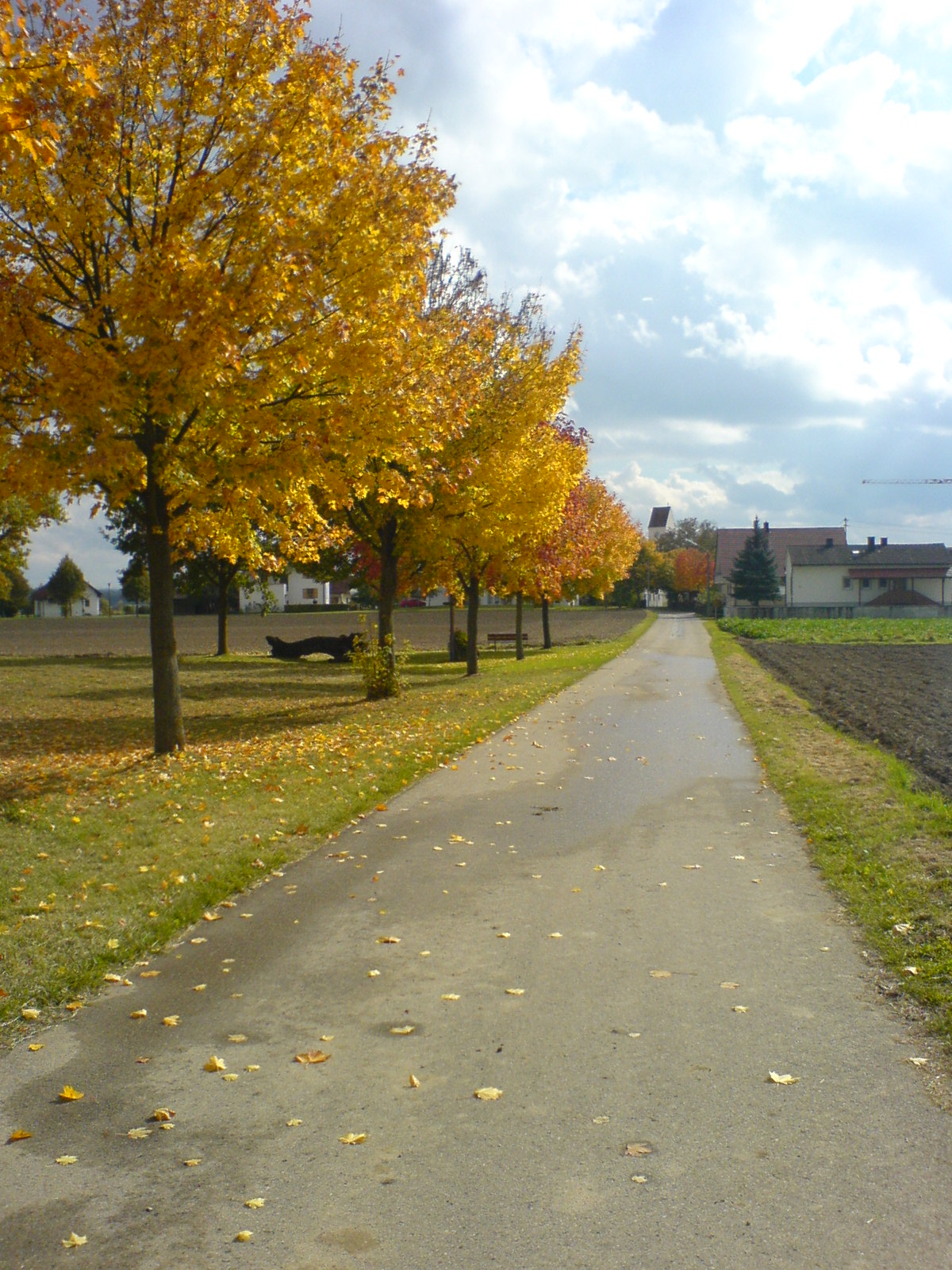
Mitterwöhr im Herbst (von Norden)

## Naherholung
Da der Ort wie viele andere Gemeinden im Donautal nahegelegene Kiesvorkommen besitzt, wurden diese abgebaut und eine Kiesgrube nördlich der Ortschaft gegraben. Diese füllte sich mit Grundwasser und wird heute Gerich-Weiher genannt.
Es handelt sich dabei um einen typischen Kiesweiher, der nun in den Sommermonaten Bürger aus Vohburg und Münchsmünster anzieht. Selbst Windsurfer aus Mitterwöhr haben den Weiher für sich entdeckt und ihn neben den vielen badenden Menschen und Fischern zum primären Naherholungsgebiet Mitterwöhrs werden lassen.
Nördlich des Gerich-Weihers befinden sich die südlichen Dämme der Donau, die das ebene Terrain um Mitterwöhr vor Überschwemmungen bei Hochwassern schützen. Dort verläuft auch ein Radweg, der von Vohburg flussabwärts und somit Richtung Neustadt und Regensburg führt. Auf diesem begegnet der Radler der unberührten Flora und Fauna der Donauauen.
Der Wellenbach (ein Ilm-Zweig), auch „kleine Donau“ genannt, schlängelt sich zur Donau hin und wird von den Donaudämmen begrenzt. Der „Eiserne Steg“ verbindet beide Dämme genau nördlich von Mitterwöhr und ist nach dem Verlassen von Vohburg die erste Möglichkeit, flussabwärts die „kleine Donau“ zu Fuß oder mit dem Fahrrad zu überqueren.
An dem Schützenheim in Mitterwöhr befindet sich zudem ein Fußballplatz, der aber kaum noch benutzt wird, da Mitterwöhr keinen Fußballverein besitzt. Der angrenzende Hügel kann im Winter auch als Schlittenberg befahren werden und ist außerdem neben der kleinen Erhebung, auf der die Kirche steht, die einzig nennenswerte Erhöhung in Mitter-, Nieder- und Oberwöhr.

## Ehrenbürger
- Max Kirschner (1906–1992), Mundartdichter und Heimatforscher, 1973 ernannt